# Chariton County
Chariton County is een county in de Amerikaanse staat Missouri.
De county heeft een landoppervlakte van 1.958 km² en telt 8.438 inwoners (volkstelling 2000). De hoofdplaats is Keytesville.